# Iosefo Verevou
Iosefo Gerrard Verevou (Naselai, Fiyi, 5 de enero de 1996) es un futbolista fiyiano que juega como mediocampista en el Rewa.

## Carrera
Desde 2011 juega en el Rewa.

## Selección nacional
Participa con Fiyi de la Copa Mundial Sub-20 de 2015, en donde le convirtió dos goles; uno ante Alemania, que a pesar de caer 8:1 significó el primer tanto de un elenco fiyiano en un torneo FIFA; y otro frente a Honduras en la victoria fiyiana por 3-0. Al año siguiente, participó con la selección sub-23 de los Juegos Olímpicos de Río de Janeiro 2016 y con la mayor de la Copa de las Naciones de la OFC 2016.

## Estadísticas

### Clubes
Actualizado al último partido disputado el 24 de septiembre de 2023
| Club            | Div.          | Temporada     | Liga  | Liga  | Copas nacionales | Copas nacionales | Copas internacionales | Copas internacionales | Total | Total |
| Club            | Div.          | Temporada     | Part. | Goles | Part.            | Goles            | Part.                 | Goles                 | Part. | Goles |
| --------------- | ------------- | ------------- | ----- | ----- | ---------------- | ---------------- | --------------------- | --------------------- | ----- | ----- |
| Rewa F. C. Fiyi | 1.ª           | 2016-17       | 9     | 4     | 0                | 0                | 3                     | 0                     | 12    | 4     |
| Rewa F. C. Fiyi | 1.ª           | 2017-18       | 6     | 0     | 0                | 0                | 0                     | 0                     | 6     | 0     |
| Rewa F. C. Fiyi | 1.ª           | 2018-19       | 1     | 0     | 0                | 0                | 0                     | 0                     | 1     | 0     |
| Suva F. C. Fiyi | 1.ª           | 2018-19       | 10    | 0     | 0                | 0                | 0                     | 0                     | 10    | 0     |
| Suva F. C. Fiyi | 1.ª           | 2019-20       | 4     | 1     | 0                | 0                | 0                     | 0                     | 4     | 1     |
| Suva F. C. Fiyi | 1.ª           | 2020-21       | 12    | 1     | 0                | 0                | 0                     | 0                     | 12    | 1     |
| Suva F. C. Fiyi | Total club    | Total club    | 26    | 2     | 0                | 0                | 0                     | 0                     | 26    | 2     |
| Rewa F. C. Fiyi | 1.ª           | 2021-22       | 7     | 1     | 0                | 0                | 0                     | 0                     | 7     | 1     |
| Rewa F. C. Fiyi | 1.ª           | 2022-23       | 16    | 3     | 0                | 0                | 0                     | 0                     | 16    | 3     |
| Rewa F. C. Fiyi | Total club    | Total club    | 39    | 8     | 0                | 0                | 3                     | 0                     | 42    | 8     |
| Total carrera   | Total carrera | Total carrera | 65    | 10    | 0                | 0                | 3                     | 0                     | 68    | 10    |